# Юрій Балабан
Юрій Балабан (пол. Jerzy Bałaban, бл. 1610 — після 1663) — польський шляхтич русько-грецького походження, військовий та державний діяч Речі Посполитої.

## Біографія
Син старости, полковника Олександра Балабана та його дружини Варвари (Барбари) з Ярмолинських (Барбари Сутковської з Ярмолинців).
Замолоду разом з братом Олександром перейшов на греко-католицький обряд, подорожував Італією. Після повернення отримав посаду штатного радника короля при його дворі.
1633 р. за згодою короля Сиґізмунда ІІІ Вази отримав уряд (посаду) теребовлянського старости; за одними даними, від батька, за іншими — від брата Олександра. 1637–1638 роки як ротмістр брав участь у військових сутичках в полку брацлавського воєводи Станіслава «Ревери» Потоцького проти козаків Павлюка; потім — під Лубнами, Жовнином — проти Остряниці, Гуні. Мав феодальні суперечки з коронним підчашим Яблоновським Яном Станіславом через Перегінське, з Белжецьким.
У 1639–1642 рр. господарював у Теребовлянському старостві, вів процеси проти сусідів — були збройні сутички, під час однієї загинув поланецький каштелян Скотніцький. 1643 р. запідозрений у вбивстві Якуба Понятовського, був покараний судом честі (інфамія). У січні-лютому 1643 року брав участь у посольстві до Семигородського господаря Юрія І Ракоці, передав від короля весільні дари. Брав участь в Охматівській битві 1644 року проти кримських татар (також під Воронним). 1645 р. позбавлений посади теребовлянського старости через численні порушення, легковажне ставлення до господарювання. У 1646 році мав разом зі своєю корогвою позов від короля через завдану в Теребовлі шкоду.
Під час Хмельниччини потрапив у полон до кримських татар (під Корсунем; перебував в товаристві гетьмана Мартина Калиновського, у вересні 1650 року одним з останніх бранців був ханом дарований на знак приязні королю Янові ІІ Казимиру). Після викупу брав участь у битвах під Берестечком, Білою Церквою, Батогом (знов кримськотатарський полон, звільнився 1654 р.). У званні полковника воював з козацькими та московськими військами, у битві під Городком пійманий козаками. 1655 р. виміняли на молодого Бутурліна після угоди під Озерною. У січні 1656 року разом з іншими підписав акт Тишовецької конфедерації. Воював зі шведами, відзначився в битві під Варшавою.
Полковник кавалерії дивізії гетьмана Станіслава «Ревери» Потоцького в битві під Чудновом. Гетьман Стефан Чарнецький, здаючи Краків шведам, вказав в угоді одним з пунктів його звільнення з неволі. У 1663 р. за військові заслуги отримав королівську пенсію 3000 польських флоринів, маєтки на Самбірщині.